# Rhabdotenes
Rhabdotenes es un género de polillas tortrícidas categorizado en la tribu Schoenotenini, de la subfamilia Tortricinae. Fue descrito por Diakonoff en 1960.

## Especies
- Rhabdotenes anthracobathra (Meyrick, 1938)
- Rhabdotenes arachnodes (Diakonoff, 1944)
- Rhabdotenes cylicophora (Diakonoff, 1954)
- Rhabdotenes dacryta Diakonoff, 1974
- Rhabdotenes dicentropa Diakonoff, 1972
- Rhabdotenes mesotrauma (Diakonoff, 1954)
- Rhabdotenes octosticta (Meyrick, 1930)
- Rhabdotenes operosa (Diakonoff, 1954)
- Rhabdotenes pachydesma (Diakonoff, 1954)
- Rhabdotenes phloeotis (Diakonoff, 1954)
- Rhabdotenes semisericea Diakonoff, 1960
- Rhabdotenes subcroceata (Meyrick, 1938)
- Rhabdotenes velutina (Diakonoff, 1954)
- Rhabdotenes vinki Diakonoff, 1972